# Brevicornu rufithorax
Brevicornu rufithorax är en tvåvingeart som först beskrevs av Tonnoir och Edwards 1927.  Brevicornu rufithorax ingår i släktet Brevicornu och familjen svampmyggor. Inga underarter finns listade i Catalogue of Life.